# Рахманов Артем Володимирович
Артем Володимирович Рахманов (біл. Арцём Уладзіміравіч Рахманаў, рос. Артем Владимирович Рахманов, нар. 10 липня 1990, Мінськ) — білоруський футболіст, захисник.

## Кар'єра

### Клубна
Вихованець школи футбольного клубу «Мінськ», грав за фарм-клуб «Мінськ-2», а з 2008 року проходив в основний склад столичної команди. За чотири роки, однак, не зумів стати міцним гравцем основи.
У березні 2013 року перейшов в мозирську «Славію». Закріпився в основному складі мозирського клубу на позиції центрального захисника, але не зумів врятувати команду від вильоту в Першу лігу.
У січні 2014 року перейшов в гродненський «Німан». У складі гродненської команди опинився на лаві запасних. У травні 2014 року в зв'язку з травмою основного центрального захисника Івана Садовничого займав його місце в основі. Після переходу Садовничого в кінці червня в казахстанський «Тобол» на деякий час став основним захисником, але незабаром знову опинився на лаві. У жовтні 2014 року контракт з «Німаном» за обопільною згодою було розірвано.
В лютому 2015 року підписав контракт з чемпіоном Естонії — талліннською «Левадією». У січні 2016 року проходив перегляд у казахстанському «Іртиші», але не підійшов.
У березні, залишивши «Левадію», підписав контракт з молдовським «Мілсамі». Довгий час був основним захисником «Мілсамі», але на початку 2017 року через травми втратив місце в складі. У травні 2017 року, незадовго до закінчення сезону, розірвав контракт з молдовським клубом.
У липні 2017 року, після перегляду, підписав контракт з одеським «Чорноморцем». Однак, вже у вересні того ж року після приходу в команду нового тренерського штабу покинув «Чорноморець».

### Міжнародна
Грав за молодіжну збірну Білорусі.

## Досягнення
- Срібний призер чемпіонату Естонії: 2015
- Бронзовий призер чемпіонату Молдови: 2017

## Статистика виступів
| Сезон    | Дивізіон | Клуб         | Країна  | Матчі | Голи |
| -------- | -------- | ------------ | ------- | ----- | ---- |
| 2007     | Д3       | Мінськ-2     |         | 13    | 2    |
| 2008 (1) | Д3       | Мінськ-2     |         | 14    | 2    |
| 2008 (2) | Д2       | Мінськ       |         | 4     | 0    |
| 2009     | Д1       | Мінськ       |         | 10    | 0    |
| 2010     | Д1       | Мінськ       |         | 9     | 0    |
| 2011     | Д1       | Мінськ       |         | 14    | 0    |
| 2012     | Д1       | Мінськ       |         | 13    | 0    |
| 2013     | Д1       | Славія-Мозир |         | 31    | 0    |
| 2014     | Д1       | Німан        |         | 12    | 0    |
| 2015     | Д1       | Левадія      | Естонія | 31    | 5    |
| 2015/16  | Д1       | Мілсамі      |         | 10    | 2    |
| 2016/17  | Д1       | Мілсамі      |         | 17    | 2    |
| 2017/18  | Д1       | Чорноморець  |         | 7     | 0    |